# 가문비나무
가문비나무(假紋榧; 학명: Picea jezoensis)는 소나무과에 속하는 500~2,300m에 자생하는 상록교목이자 방향성 식물이다. 한반도에서는 지리산, 덕유산, 설악산, 금강산, 백두산 등 해발 1,200m 이상의 고산 지대에 주로 자라며, 그 외에 중국, 일본, 러시아 등지에 분포한다. 비눌가문비나무, 접비나무, 비늘가문비, 풍산가문비, 풍산가문비나무, 풍산종비, 털종비, 털종비나무, 종비, 삼송, 사송, 홍피운삼, 홍피취, 지모홍피운삼, 호미송, 조선운삼 이라고도 부른다.

## 특징
가문비나무는 높이 약 40-50m, 지름 1m쯤으로 자란다. 나무껍질은 회색빛이 도는 갈색을 띤다. 끝이 약간 뾰족한 잎은 길이가 1-2cm이고 편평하게 생겼으며 잎 양쪽이 아래쪽으로 조금 휘어졌다. 6월 무렵 한 나무에 자홍색 암꽃이삭과 황갈색 수꽃이삭이 달린 뒤 솔방울 모양의 구과가 원통 모양으로 맺힌다.

## 쓰임새
가문비나무속에 속하는 식물들의 목재는 재질이 연하고 부드러워 이상적인 목재가 되며, 제지산업에서 펄프를 만들 때 널리 쓰인다. 또 배의 돛대나 상자, 건축자재로도 이용하며 껍질에서 나뭇진, 타닌, 테레빈유를 얻기도 한다. 관상용, 공업용, 약용으로 쓰여 정원이나 공원에 관상수로 심기도 하며 건재, 판자, 기재, 제지, 향료 등의 원료로도 쓴다. 한방이나 민간에서는 잎을 발모, 악창, 통경 등에 다른 약재와 같이 처방하여 약으로 쓴다. 잎에도 향이 있어 향료, 양조 등에 쓰인다. 기타 등의 악기 제작에도 쓰인다.